# Villafrechós
Villafrechós – gmina w Hiszpanii, w prowincji Valladolid, w Kastylii i León, o powierzchni 60,49 km². W 2011 roku gmina liczyła 546 mieszkańców.